# Alysia mimica
Alysia mimica är en stekelart som beskrevs av Gurasashvili 1984. Alysia mimica ingår i släktet Alysia och familjen bracksteklar. Inga underarter finns listade i Catalogue of Life.